# Ligament de Mackenrodt
Le ligament de Mackenrodt ou Paramètre en anatomie humaine est une condensation de tissu fibreux tout autour de l'artère utérine qui se comporte comme un ligament. Ce tissu est tendu entre les parois du pelvis et les faces latérales du col de l'utérus.
Le ligament de Mackenrodt constitue avec les lames sacro-recto-génito-pubiennes les moyens de suspensions de l'utérus qui permettent d'éviter son prolapsus.